# Коше де Сент-Омер, Огюстина
Огюстина (Августина) Коше де Сент-Омер (фр. Augustine Cochet de Saint-Omer; 21 января 1792, Сент-Омер — февраль 1833, Париж) — французская художница.

## Биография
Родилась в 1792 году поблизости от Сент-Омера в семье Франсуа Коше, представителя Третьего сословия.
Обучалась живописи в Париже в мастерской у Филиппа Шери. В 1812 году дебютировала на ежегодном Парижском салоне, представив два женских портрета: «Портрет мадам Вандам» (жены генерала Вандама) и «Портрет мадемуазель Софи, художницы Театра императрицы».
Вплоть до 1819 года выставлялась на Салоне под фамилией Коше, к которой в годы Второй реставрации со временем прибавила название родного города (Коше де Сент-Омер), чтобы придать ей аристократический вид. Начиная с 1826 года в каталогах Салона указывалась уже просто как мадемуазель де Сент-Омер.
Владела собственной мастерской в Париже и имела нескольких учениц. При жизни была востребованной и достаточно успешной художницей, регулярным экспонентом Салона. Содержала сама себя своим трудом, никогда не выходила замуж.
Писала преимущественно портреты.
Художница Коше де Сент-Омер скончалась в Париже в 1833 году.
Сегодня её работы хранятся в коллекциях ряда французских музеев и в частных собраниях.

## Галерея

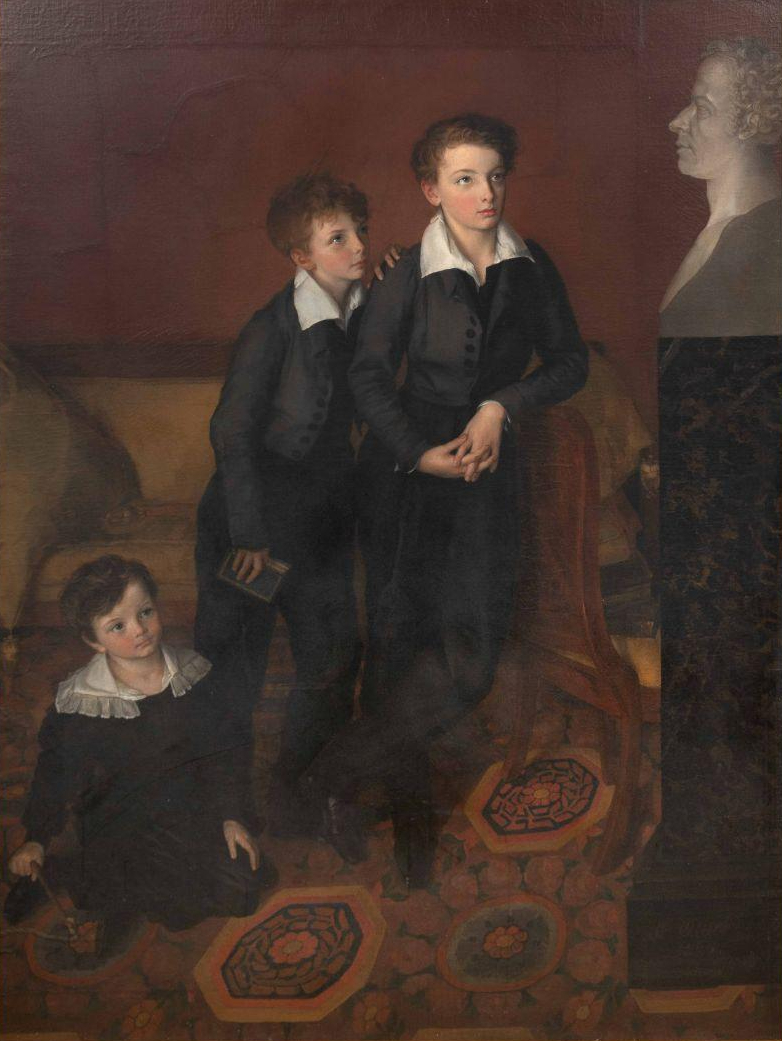
Портрет трех сыновей генерала Фуа, 1826, частное собрание
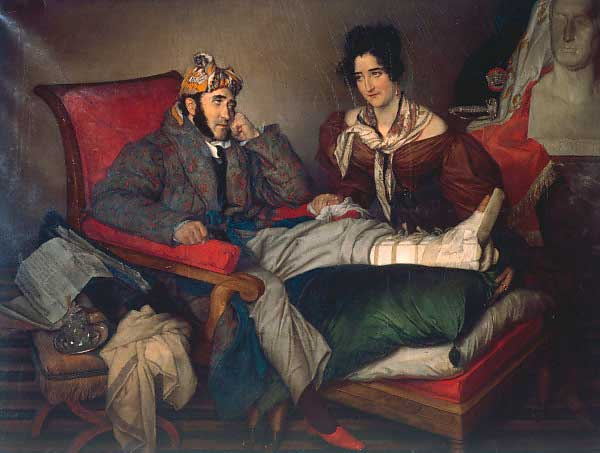
Полковник Бове Пок, адъютант Лафайета, раненый в ходе событий Июльской революции, с сестрой, 1830, Музей изящных искусств Руана
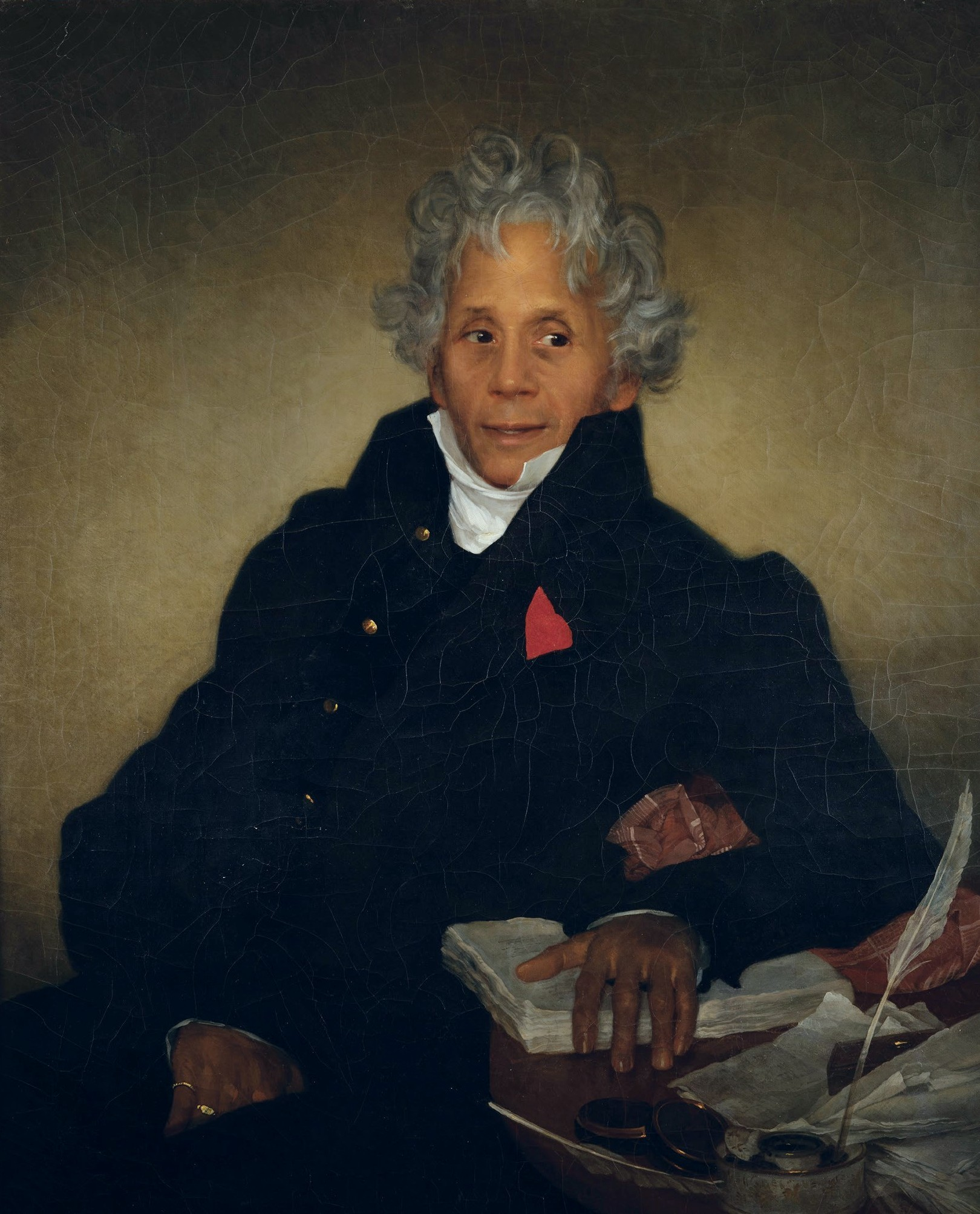
Портрет хирурга Франсуа Ксавье Фурнье де Песке, 1831,  Музей военно-медицинской службы, Париж